# Beato de Navarra
El Beato de Navarra es un manuscrito iluminado que contiene el comentario al Apocalipsis de Beato de Liébana. No se conoce exactamente su origen pero había estado en la catedral de Pamplona. Parece producido en torno a San Millán de la Cogolla en el XII. Se conserva actualmente en París, la Biblioteca Nacional de Francia, con la signatura Nouv. acq. lat. 1366.

## Descripción
El códice consta de 157 folios de pergamino, a doble columna de 37 líneas en letra carolina de transición. Sus dimensiones medias son de 347 x 237 mm. 
Hay un total de 63 folios con miniaturas; algunas a doble folio, como el mapamundi de los folios 24v-25r, o la Jerusalén celestial, fol. 148v-149r.
Es uno de los beatos más tardíos en cuanto por su fecha de elaboración de la familia I (véase señalado como París 1366).

## Contexto histórico
El manuscrito llegó a la Biblioteca Nacional de Francia en 1879 cuando se compró a un librero de París. Se tiene noticia de que antes había pasado por libreros de Milán y Lyon. Se desconoce el camino anterior que siguió, aunque el hecho de que en la encuadernación hubiera un documento de Carlos III de Navarra de 1389 ha hecho pensar que se trata del mismo códice que está documentado en la Catedral de Pamplona en el XVII y que había dado por desaparecido. Se desconoce exactamente de dónde procede ni cuándo había llegado a Pamplona; tampoco cómo desapareció de allí.

Ilustraciones del Beato de Navarra
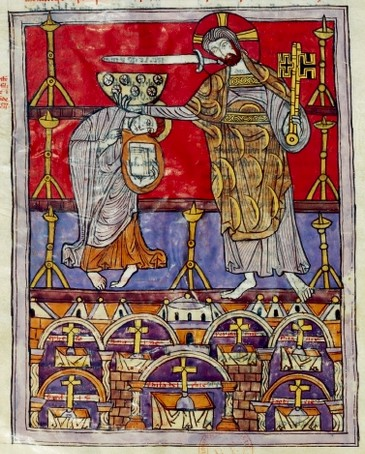
Fol. 12v; San Juan Evangelista recibe mandato de escribir la Revelación
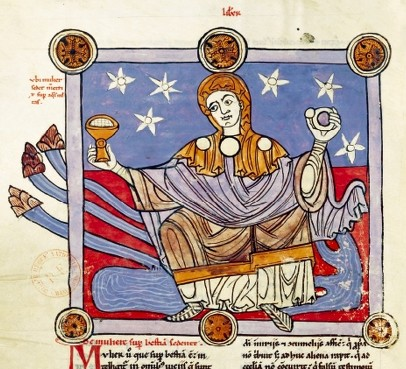
Fol. 30v (parte del folio donde está la miniatura); la mujer y la bestia (representada per las aguas; De Silva p. 220)
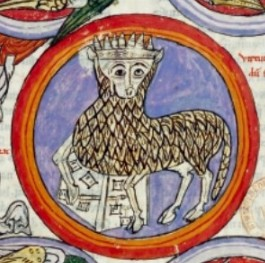
Detalle de la miniatura del fol. 59r; el Agnus Dei
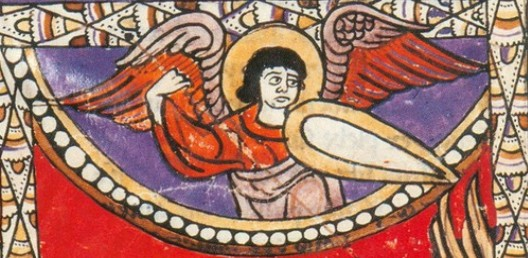
Detalle de la miniatura del fol. 103r
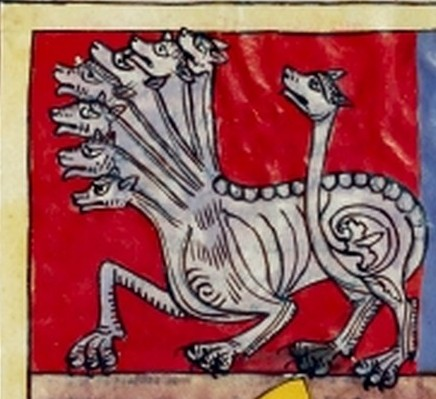
Detalle de la miniatura del fol. 141r